# Glycymeris subtilis
Glycymeris subtilis är en musselart som först beskrevs av Nicol 1956.  Glycymeris subtilis ingår i släktet Glycymeris och familjen Glycymerididae. Inga underarter finns listade i Catalogue of Life.